# Hemigrammus yinyang
Hemigrammus yinyang är en fiskart som beskrevs av Lima och Sousa 2009. Hemigrammus yinyang ingår i släktet Hemigrammus och familjen Characidae. Inga underarter finns listade i Catalogue of Life.